# 凯滕豪森
凯滕豪森是德国莱茵兰-普法尔茨州的一个市镇。总面积1.68平方公里，总人口279人，其中男性143人，女性136人（2011年12月31日），人口密度166人/平方公里。